# Славков
Славков (пољ. Sławków) је град у Пољској. Налази се у Шлеском војводству и припада повјату бендзинском. Град има 6 901 становника (2009), а густина насељености износи 188 становника по km². Град се простире на површини од 36,6 km², а надморска висина се креће од 263 до 368,2 m. Славков је основан у VIII-IX веку, а статус града има од 1286. Градоначелник града је Бронислав Гораи (пољ. Bronisław Goraj). Град се налази на Шлеској висоравни, а кроз њега протиче река Бјала Пшемша.

## Становништво
Према прелиминарним подацима са пописа, у граду је 2011. живело 7.088 становника.
| 2002. | 2011. | 2012. |
| ----- | ----- | ----- |
| 6.665 | 7.088 | 7.100 |

## Партнерски градови
- Славков у Брна